# Choristostigma particolor
Choristostigma particolor is een vlinder uit de familie van de grasmotten (Crambidae). De wetenschappelijke naam van de soort is voor het eerst gepubliceerd in 1914 door Harrison Gray Dyar.
De spanwijdte is 19 millimeter.
De soort komt voor in Mexico (Zacualpan).